# Silves (hrad)
Hrad Silves (portugalsky Castelo de Silves) je středověká pevnost (kasba) z 12./13. století ve městě Silves v regionu Algarve na jihu Portugalska. Vyvýšený hrad se nachází vedle bývalé katedrály na kopci asi 35 metrů vysoko nad řekou Arade.

## Historie
Oblast pravděpodobně navštívili už féničtí mořeplavci, ale první archeologické nálezy pocházejí až z dob římských, pozdně antických a vizigótských. Krátce po roce 711 dobyla Algarve (="západ") muslimsko-berberská vojska; hlavní město nazvali aš-Šilb nebo Xelb. Po definitivním rozpadu córdobského chalífátu (1031) se Silves stalo nezávislým malým královstvím (taifa). Roku 1091 převzali moc na jihu Pyrenejského poloostrova berberští Almorávidé. Když jejich nadvláda končila, dobyla město v roce 1189 – po několika předchozích pokusech – křesťanská křižácká armáda. Už za dva roky však křesťany vyhnali ze současného Maroka pocházející berberští Almohadé; ti se zde udrželi až do roku 1230.
Krátce po prvním dobytí Silvesu začal král Sancho I. (vládl 1185–1211) se stavbou hradu; také zde bylo zřízeno biskupství. Zda při stavbě hradu mohl využít předchozí antické nebo maurské stavby, je podle jeho dochovaného jména (Castelo dos Mouros – Maurský hrad) pravděpodobné, ale není to prokázáno. Po definitivním znovudobytí (reconquista) po roce 1242 se hrad a město dostaly dočasně pod kontrolu Řádu svatojakubských rytířů, ale od roku 1248 oblast převzal portugalský král Alfons III. (vládl 1248–1279); ten podporoval rozvoj hradu. Ve 14. a 15. století se řeka stále více zanášela pískem a začal postupný úpadek hradu i města, které navíc při zemětřesení v Lisabonu (1755) utrpěly těžké škody.

## Architektura

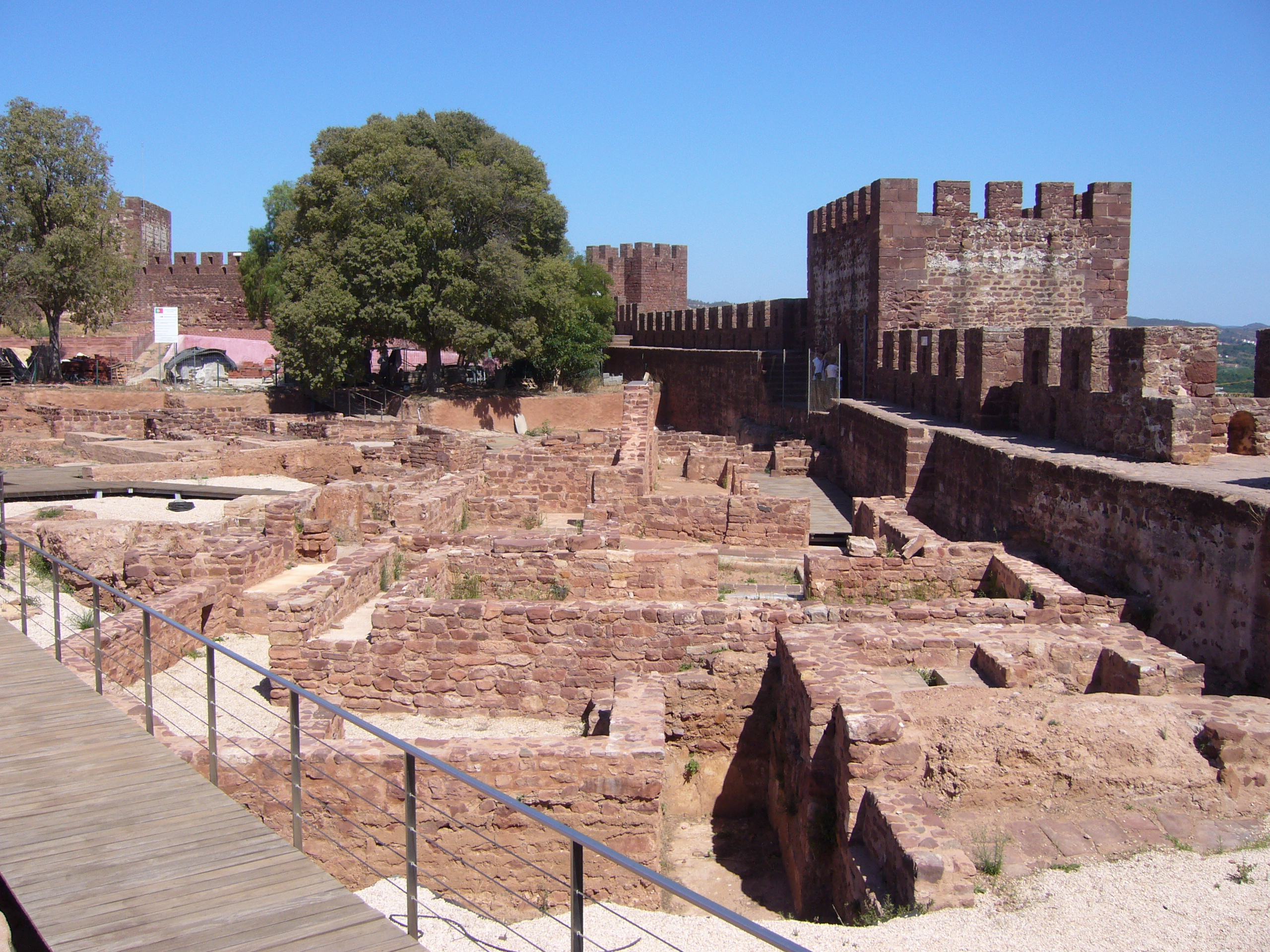
Vykopávky na hradě

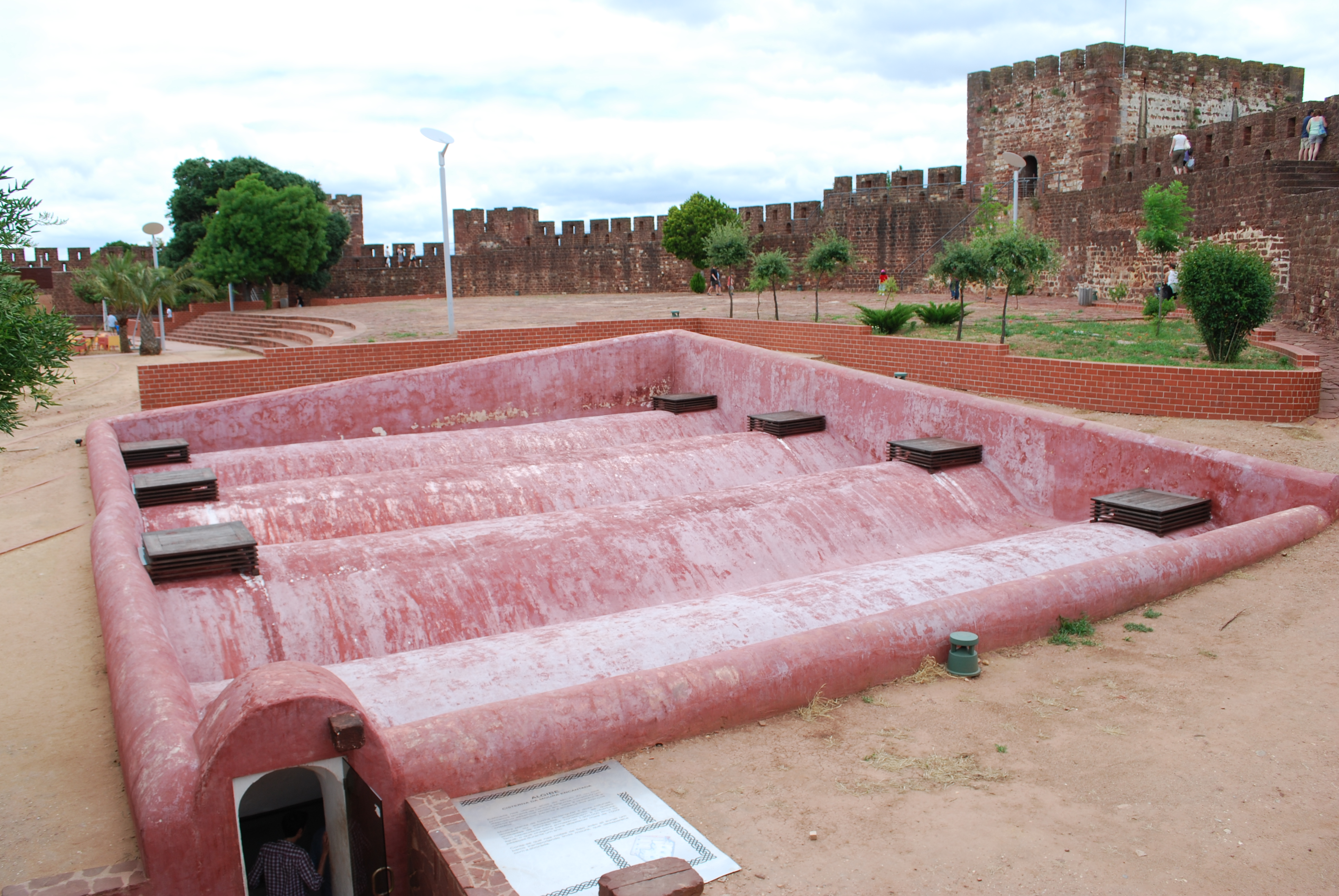
Klenutí hradní cisterny na vodu

Hrad postavený na kopci z místního červeného pískovce má půdorys nepravidelného obdélníku. Skládá se z cimbuřím osazené hradby s několika nízkými věžemi, ale pouze jednou branou, před níž stojí bronzová socha krále Sancha I. Uvnitř hradeb byly rozlehlé nezastavěné plochy, ale také četné budovy. Zvláště pozoruhodné jsou některé z vnějších pevnostních staveb (torres) a klenuté cisterny (aljibes) hluboké až 60 metrů, které zásobovaly vodou i části města.